# Clyde FC

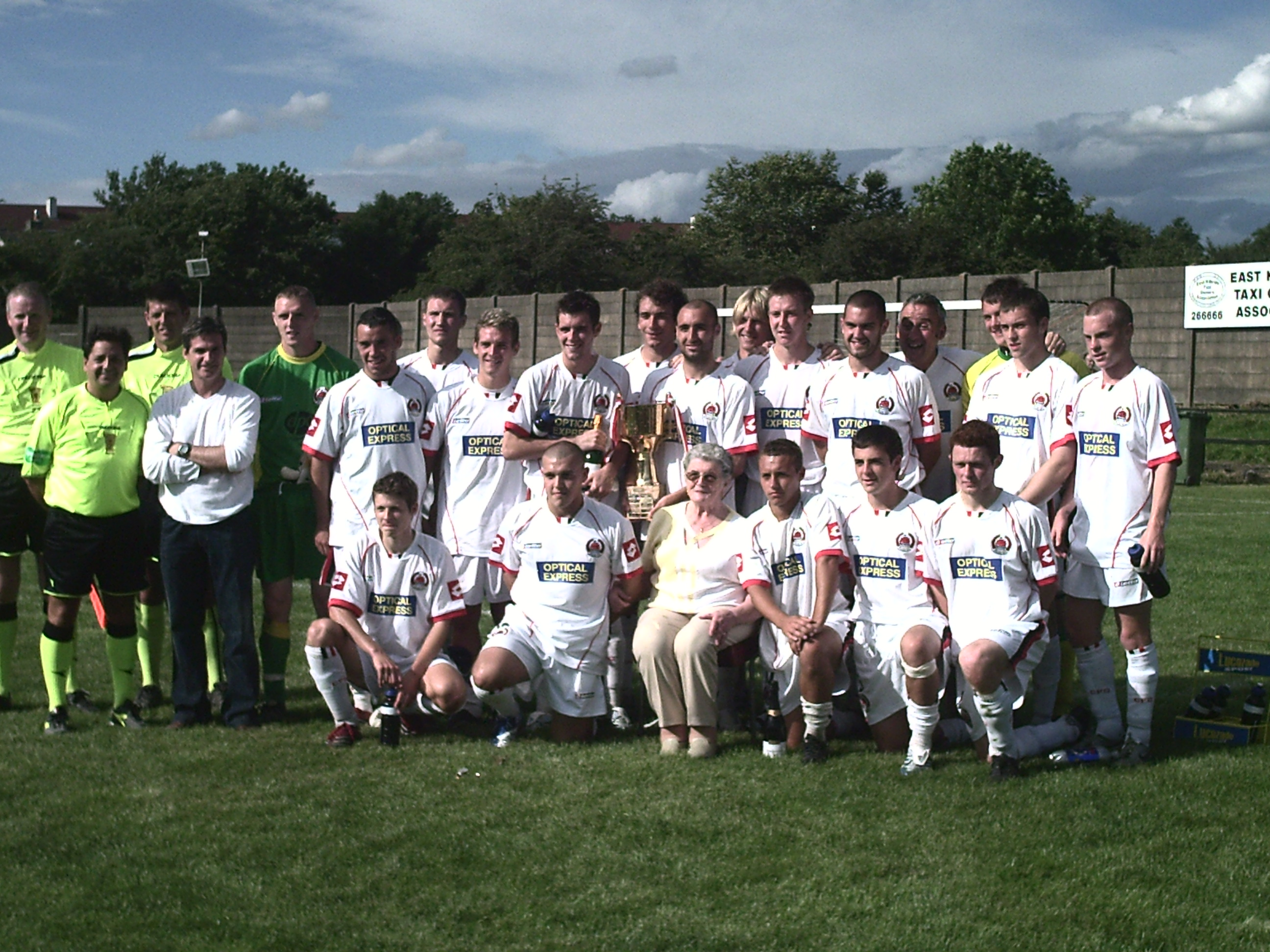
Team van 2007, winnaars van de EK Cup

Clyde FC is een Schotse voetbalclub die haar thuiswedstrijden speelt in Hamilton.

## Geschiedenis
De club werd opgericht in 1877 en speelde in Barrowfield Park dicht bij de rivier Clyde, waar de club naar genoemd is. In 1896 werd naar Shawfield Stadium verhuisd. Zoals zovele clubs uit Glasgow had de club zware concurrentie van Rangers FC en Celtic FC. Toch kon de club de Schotse beker 3 keer winnen en de Glasgow Cup 5 keer. In 1967 werd de club derde in de eindstand van de Divison One. Normaal mocht de club dan meedoen aan de Jaarbeursstedenbeker maar in die tijd was er nog een regel één club per stad en de plaats van Clyde werd aan de Rangers gegeven waardoor Clyde nooit Europees speelde.
In 1986 moest de club gedwongen zijn stadion verlaten en een veld delen met Partick Thistle FC en Hamilton Academical alvorens het huidige stadion te betrekken in 1994. Dat jaar verhuisde de club naar het Broadwood Stadium in Cumbernauld, een stad die pas in 1956 gesticht werd in de nabijheid van Glasgow. Vanaf het seizoen 2022-23 speelt Clyde in het New Douglas Park van Hamilton Academical. Er zijn plannen om een nieuw stadion te bouwen in Glasgow.
In de jaren 2003 en 2004 eindigde de club als tweede maar omdat er slechts één ploeg promoveerde kon de club niet terugkeren naar de hoogste divisie waar de club al 64 jaar speelde. In 2009 en 2010 degradeerde de club twee seizoenen achter elkaar en kwam zodoende terecht in de Scottish League Two, waar het na een promotie in tussenliggende jaren van het seizoen 2023/24 opnieuw actief is.
In januari 2006 werd Celtic met 2-1 verslagen in de Schotse beker.

## Erelijst
- Scottish Football League First Division
  - Winnaar (5): 1904/05, 1951/52, 1956/57, 1961/62, 1972/73

- Scottish Football League Second Division
  - Winnaar (4): 1977/78, 1981/82, 1992/93, 1999/00

- Scottish Cup
  - Winnaar (3): 1939, 1955, 1958
  - Runner-up (3): 1910, 1912, 1949

- Scottish League Challenge Cup
  - Runner-up (1): 2006
- Scottish League Two
  - Runners-up/Play-off Winnaars (1): 2019

- Glasgow Cup
  - Winnaar (5): 1915, 1926, 1947, 1952, 1959
  - Runner-up (14): 1892, 1917, 1921, 1923, 1932, 1939, 1942, 1944, 1946, 1950, 1957, 1964, 1968, 1971

## Eindklasseringen
| 10 |

| 6 |

| 14 |

| 13 |

| 15 |

| 1 |

| 5 |

| 8 |

| 7 |

| 17 |

| 1 |

| 4 |

| 15 |

| 6 |

| 17 |

| 1 |

| 17 |

| 2 |

| 7 |

| 11 |

| 3 |

| 8 |

| 13 |

| 16 |

| 15 |

| 17 |

| 2 |

| 16 |

| 15 |

| 14 |

| 7 |

| 1 |

| 9 |

| 14 |

| 8 |

| 1 |

| 10 |

| 8 |

| 8 |

| 11 |

| 9 |

| 9 |

| 12 |

| 9 |

| 13 |

| 5 |

| 1 |

| 10 |

| 6 |

| 5 |

| 4 |

| 8 |

| 3 |

| 1 |

| 5 |

| 5 |

| 2 |

| 2 |

| 3 |

| 5 |

| 5 |

| 9 |

| 10 |

| 10 |

| 10 |

| 9 |

| 9 |

| 4 |

| 6 |

| 3 |

| 9 |

| 5 |

| 2 |

| 7 |

| 8 |

| 8 |

| 9 |

| 9 |

| 7 |

| Niveau 1 | Niveau 2 | Niveau 3 | Niveau 4 |

| Periode    | Niveau 1                | Niveau 2              | Niveau 3            | Niveau 4            |
| 1893-1975  | Division One            | Division Two          | Division Three      | --                  |
| 1975-1998  | Premier Division        | First Division        | Second Division     | Third Division      |
| 1998-2013  | Scottish Premier League | First Division        | Second Division     | Third Division      |
| 2013-heden | Scottish Premiership    | Scottish Championship | Scottish League One | Scottish League Two |